# كالكوسيت
الكَلْكُوسِيت أو (نقحرة: كالكوسيت) هومعدن يتكون من النحاس والكبريت ( كبريتات النحاس الثنائي (Cu2S)) لونه اسود رمادي رصاصي وهو مصدر مهم للنحاس .